# Kald mig Liva
Kald mig Liva er en dansk tv-serie i 4 dele, udsendt første gang i 1992. Serien – der blev skrevet af Sven Holm og instrueret af Brigitte Kolerus – giver os en gennemgang af Olivia Olsens – den senere Liva Weels omtumlede karriere og dens op- og nedture. I hovedrollen ses Ulla Henningsen.

## Medvirkende
- Ulla Henningsen
- Søren Pilmark
- Søren Sætter-Lassen
- Preben Harris
- Elin Reimer
- Karen-Lise Mynster
- Jesper Klein
- Tommy Kenter
- Lars Knutzon
- Lars Lunøe